# Municipio de Oskaloosa (Illinois)
El municipio de Oskaloosa (en inglés, Oskaloosa Township) es un municipio del condado de Clay, Illinois, Estados Unidos. Tiene una población estimada, a mediados de 2022, de 336 habitantes.

## Geografía
Está ubicado en las coordenadas 38°47′24″N 88°38′52″O / 38.79000, -88.64778. Según la Oficina del Censo de los Estados Unidos, tiene una superficie total de 96.91 km², de la cual 96.86 km² corresponden a tierra firme y 0.05 km² están cubiertos de agua.

## Demografía
Según el censo de 2020, en ese momento había 362 personas residiendo en la zona. La densidad de población era de 3.7 hab./km². El 98.34 % de los habitantes eran blancos, el 0.28 % era amerindio y el 1.38% eran de una mezcla de razas. Del total de la población, el 0.83 % eran hispanos o latinos de cualquier raza.